# Organogalliumchemie
De organogalliumchemie is de tak van scheikunde waarin verbindingen worden bestudeerd waarin een directe binding voorkomt tussen koolstof en gallium. Gallium wordt tot de metalen gerekend, dus is de organogalliumchemie een subdiscipline van de organometaalchemie. Hoewel de organogalliumverbindingen zeer toxisch zijn, worden er in de synthetisch organische chemie aan aantal toepassingen beschreven. De verbinding trimethylgallium is belangrijk als uitgangsstof voor de productie van galliumarsenide via MOCVD:
Ga(CH3)3 + AsH3 → GaAs + 3CH4
De reactie met arsine verloopt bij 700 °C.
Gallium(III)trichloride is, naast elementair gallium, een veel gebruikte stof om gallium in organische verbindingen te introduceren.
De voornaamste valentie van gallium is +3, zoals verwacht mag worden van elementen die in dezelfde groep van het periodiek systeem staan als aluminium.

## Organogallium(III)verbindingen
Verbindingen van het type R3Ga zijn monomeer. De Lewiszuursterkte neemt in de serie aluminium > gallium > indium af, waardoor de vorming van gebrugde dimeren zoals bij aluminium bij gallium niet optreedt. Een ander gevolg is dat de organogalliumverbindingen minder reactief zijn dan de overeenkomstige organoalimuniumverbindingen.
Organogalliumverbindingen kunnen gesynthetiseerd worden via transmetallatie, bijvoorbeeld uitgaande van metallisch gallium en dimethylkwik:
2Ga + 2Me2Hg → 2Me3Ga + 3 Hg
of via organolithium- of Grignard-reagentia:
GaCl3 + 3MeMgBr → Me3Ga + 3MgBrCl
Via complexvorming kan de elektrondeficiëntie van gallium gecompenseerd worden, zoals in onderstaand voorbeeld:
Me2GaCl + NH3 → [Me2Ga(NH3)Cl]+Cl−
van gallium zijn ook π-complexen met alkynen bekend.

## Toepassingen
Organogalliumverbindingen komen voor als reagentia of intermediairen in diverse organische reacties:
- Barbier-achtige reacties tussen metallisch gallium, allyl- en carbonylverbindingen.
- Koolstofmetalleringreacties[2]

## Navigatie
Navigatie Koolstof-elementbinding